# Otto Dalkvist
Otto Magnusson Dalkvist, född den 29 juli 1863 i Särestads socken, död den 28 april 1937 i Stockholm, var en svensk journalist och arbetarförfattare.

## Biografi
Dalkvists föräldrar var bönder i Västergötland. De första yrkesverksamma åren 1882–1895 arbetade han som möbelsnickare. Han blev därefter journalist och intresserade sig särskilt för norrlandsfrågor och var 1901–1908 redaktionssekreterare vid Nya Samhället i Sundsvall. Därefter medarbetade Dalkvist på freelancebasis i Stockholmspressen. Han lämnade 1909 socialdemokraterna och var en av initiativtagarna till bildandet av Sveriges åboförbund 1912 och var en tid dess ordförande och utgivare av tidningen Allmogen.
Han skrev en av de första romanerna (Under bolagsvälde 1904) som kritiskt behandlar sågverksarbetarnas problem och utspelar sig i industrisamhället Svartvik. Därutöver skrev Dalkvist ett flertal agitatoriska broschyrer.

### Redaktör
- Allmogen : organ för Sveriges jordbrukande folk : jord och bröd. Stockholm: Sveriges åboförbund. 1919-1923. Libris 8760219